# V338 Весов
V338 Весов (лат. V338 Librae) — одиночная переменная звезда в созвездии Весов на расстоянии приблизительно 5496 световых лет (около 1685 парсеков) от Солнца. Видимая звёздная величина звезды — от +11m до +10,5m.

## Характеристики
V338 Весов — пульсирующая переменная звезда типа RV Тельца (RVA).